# Niklas Behrens
Niklas Behrens (* 6. November 2003 in Bremen) ist ein deutscher Radrennfahrer. Er gilt als starker Straßensprinter.

## Sportlicher Werdegang
Behrens begann in der Juniorenklasse 2021 mit dem Radrennsport beim VC Vegesack.
Im Erwachsenenbereich fuhr er in der Rad-Bundesliga für das KED Stevens Radteam und wurde 2023 Zweiter des Bundesligarennens Rad am Ring. Hierauf erhielt er zum 1. August einen Vertrag als Stagiaire beim UCI Continental Team Storck-Metropol Cycling, für das er die erste Etappe der Flanders Tomorrow Tour, einem internationalen U23-Etappenrennen gewann. Auf Vermittlung seines Trainers Tim Konz wechselte Behrens ab 2024 zu Lidl-Trek Future Racing, der neugegründeten Nachwuchsmannschaft des UCI WorldTeams Lidl-Trek.
Im März 2024 gewann Behrens für seine neue Mannschaft das U23-Eintagesrennen Youngster Coast Challenge. Im Juni gewann er die Vier-Länder-Meisterschaften 2024 und sicherte sich damit auch den Titel als Deutscher U23-Meister im Straßenrennen. Bei den Straßenradsport-Europameisterschaften 2024 unterlag er im Zweiersprint gegen Huub Artz und wurde Vize-Europameister im Straßenrennen der U23. Bei den Straßenradsport-Weltmeisterschaften 2024 gewann er das Straßenrennen der U23.
Zur Saison 2025 wechselte Behrens nicht wie erwartet vom Development Team in das UCI WorldTeam von Lidl-Trek, sondern wurde Mitglied im Team Visma-Lease a Bike.

## Ehrungen
- 2024: Radsportler des Jahres[5]
- 2024: Bremer Sportler des Jahres[6]

## Erfolge
2023
- eine Etappe Flanders Tomorrow Tour

2024
- Youngster Coast Challenge
- Deutscher Meister – Straßenrennen (U23)
- Europameisterschaften – Straßenrennen (U23)
- Weltmeister - Straßenrennen (U23)